# Gyngemosen
Gyngemosen er et vådområde i Gladsaxe Kommune bestående af mindre søer og moser. Arealet strækker sig fra Hillerødmotorvejen mod syd i en kile mellem TV-Byen og Tingbjerg.
Gyngemosen er omfattet af fredningen for Høje Gladsaxe Park.